# Albius Tibullus
Albius Tibullus (okolo 54 př. n. l. – 19 nebo 18 př. n. l.) byl římský básník.
Pocházel z bohaté rytířské rodiny, ale o větší část majetku přišli v r. 41 př. n. l. při Octavianově přerozdělování půdy válečným vysloužilcům. Tibullovi přesto zůstal majetek umožňující mu nebýt závislý na podpoře sponzorů.

## Dílo
Tibullus bývá považován za jednoho z nejlepších elektiků.
Zachovaly se od něho 4 elegie (z nichž třetí pravděpodobně nenapsal on). V prvních dvou popisuje své lásky Delii a Nemesis. Ve třetí je také popisována básníkova láska Lugdamus. Čtvrtá elegie obsahuje 14, většinou milostných (erotických), básní.